# Columbia University
Columbia University in the City of New York, vanligtvis kallat Columbia University, är ett amerikanskt privat forskningsuniversitet, medlem av Ivy League, som ligger i stadsdelen Morningside Heights på övre Manhattan, New York i USA. Det är den äldsta institutionen för högre utbildning i delstaten New York, den femte äldsta i USA och ett av landets nio koloniala college som grundades före den amerikanska revolutionen. I dag driver universitetet Columbia Global Centers utomlands i Amman, Peking, Istanbul, Paris, Bombay, Rio de Janeiro, Santiago och Nairobi.
Universitetet grundades 1754 som King's College genom ett kungligt brev av Georg II av Storbritannien. Efter det amerikanska frihetskriget, blev King's College för en kort tid en statlig enhet och fick namnet Columbia College 1784. Universitetet arbetar nu under en stadga från 1787 som placerar institutionen under en privat styrelse av förtroendevalda. År 1896 skedde ännu ett namnbyte, nu till Columbia University. Samma år flyttades universitetets campus från Madison Avenue till sin nuvarande plats i Morningside Heights, där den upptar mer än sex kvarter, eller 32 tunnland (13 hektar). Universitetet omfattar tjugo skolor och är anslutet till ett antal institutioner, inklusive Teachers College (som är en akademisk avdelning inom universitetet men juridiskt åtskild från detsamma), Barnard College och Union Theological Seminary, med gemensamma undergraduate-program som finns tillgängliga genom Jewish Theological Seminary of America samt Juilliard School.
Columbia administrerar årligen Pulitzerpriset. 101 Nobelpristagare har varit knutna till universitetet som studenter, lärare eller personal. Columbia är en av de fjorton grundmedlemmarna i Association of American Universities och var den första skolan i USA att bevilja titeln M.D. (Med. dr). Noterbara alumner och tidigare studenter vid universitetet och vid dess föregångare, King's College, inkluderar fem amerikanska grundlagsfäder, nio domare i USA:s högsta domstol, 20 nu levande miljardärer, 28 Oscarsvinnare och 29 statschefer, däribland tre amerikanska presidenter.
Columbia rankades som det 14:e främsta lärosätet i världen i Times Higher Educations ranking av världens främsta lärosäten 2018.

## Universitetsområdet

### Morningside Heights
Merparten av Columbias studier sker på Seth Lows (rektor 1890–1901) sena artonhundratalsvision av ett universitetsområde där alla studier kunde ske på ett ställe. Universitetsområdet ritades i Beaux-Arts-stilen av arkitektkontoret McKim, Mead, and White och anses vara ett av deras bästa arbeten. Dess ursprungliga, öppna planlösning har delvis modifierats när nya byggnader, som Butler Library, byggts och bidragit till att universitetsområdets öppna ytor stängts in.
Columbia’s Morningside Heights Campus täcker över sex kvarter eller 132 000 kvadratmeter.

## Kända personer med examen från Columbia University
- Madeleine Albright
- John Ashbery
- Warren Buffett
- Art Garfunkel
- Allen Ginsberg
- Stephen Jay Gould
- Langston Hughes
- Jack Kerouac
- Barack Obama
- Beto O'Rourke
- Franklin Delano Roosevelt
- Theodore Roosevelt
- J. D. Salinger
- Julia Stiles

### Kända svenskar vid Columbia University
- Ruben Rausing
- Hans Blix
- Oscar Swartz
- Thomas Sandell

## Bilder

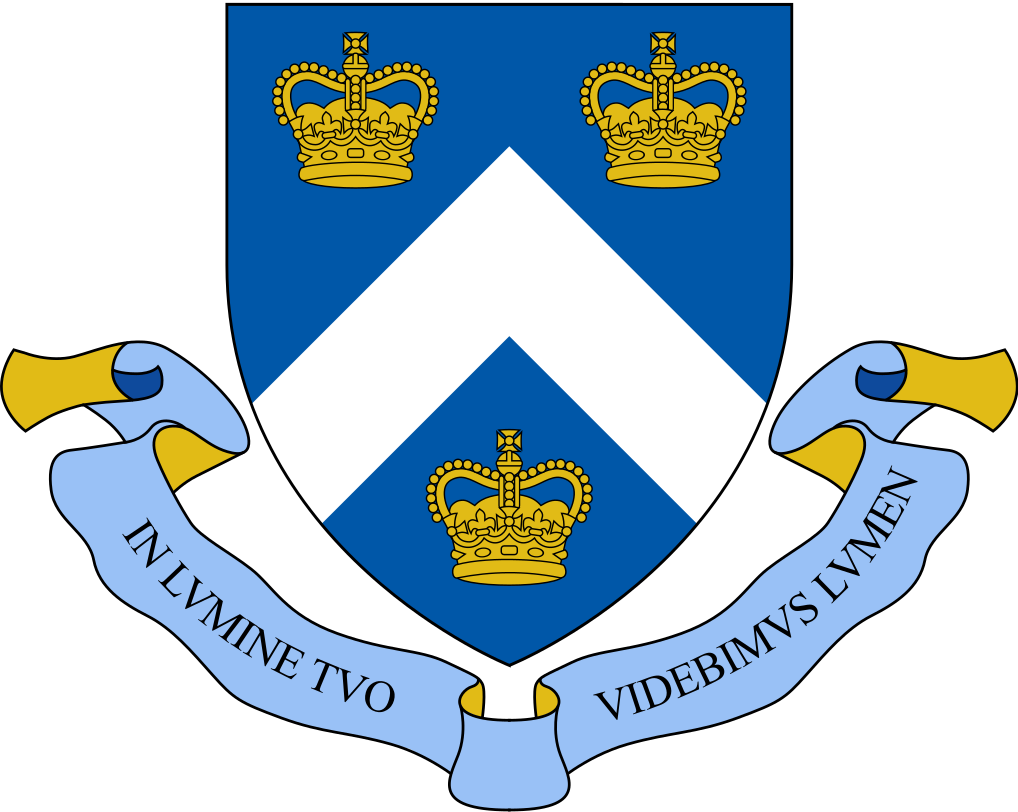
Logo
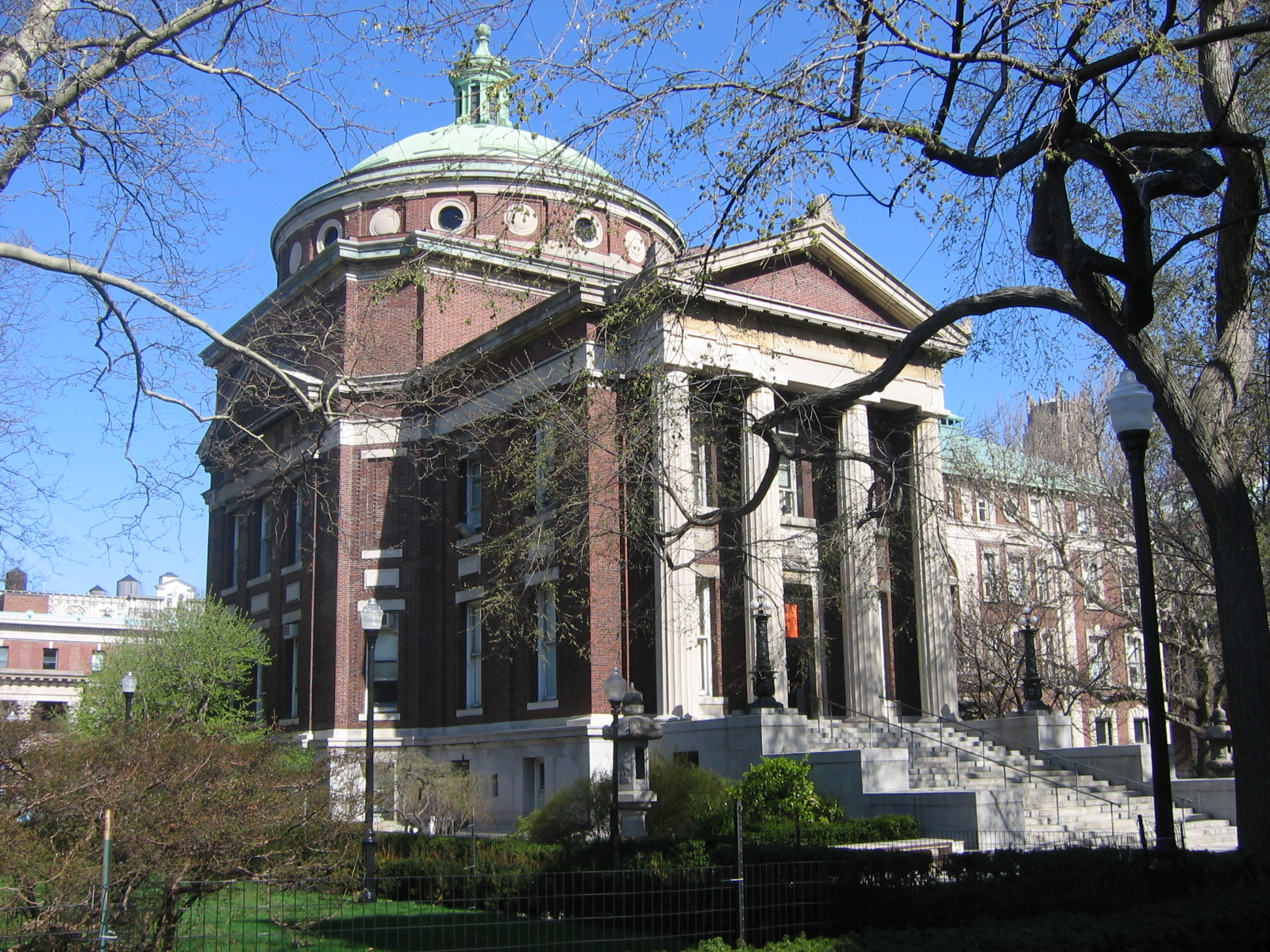
Earl Hall.
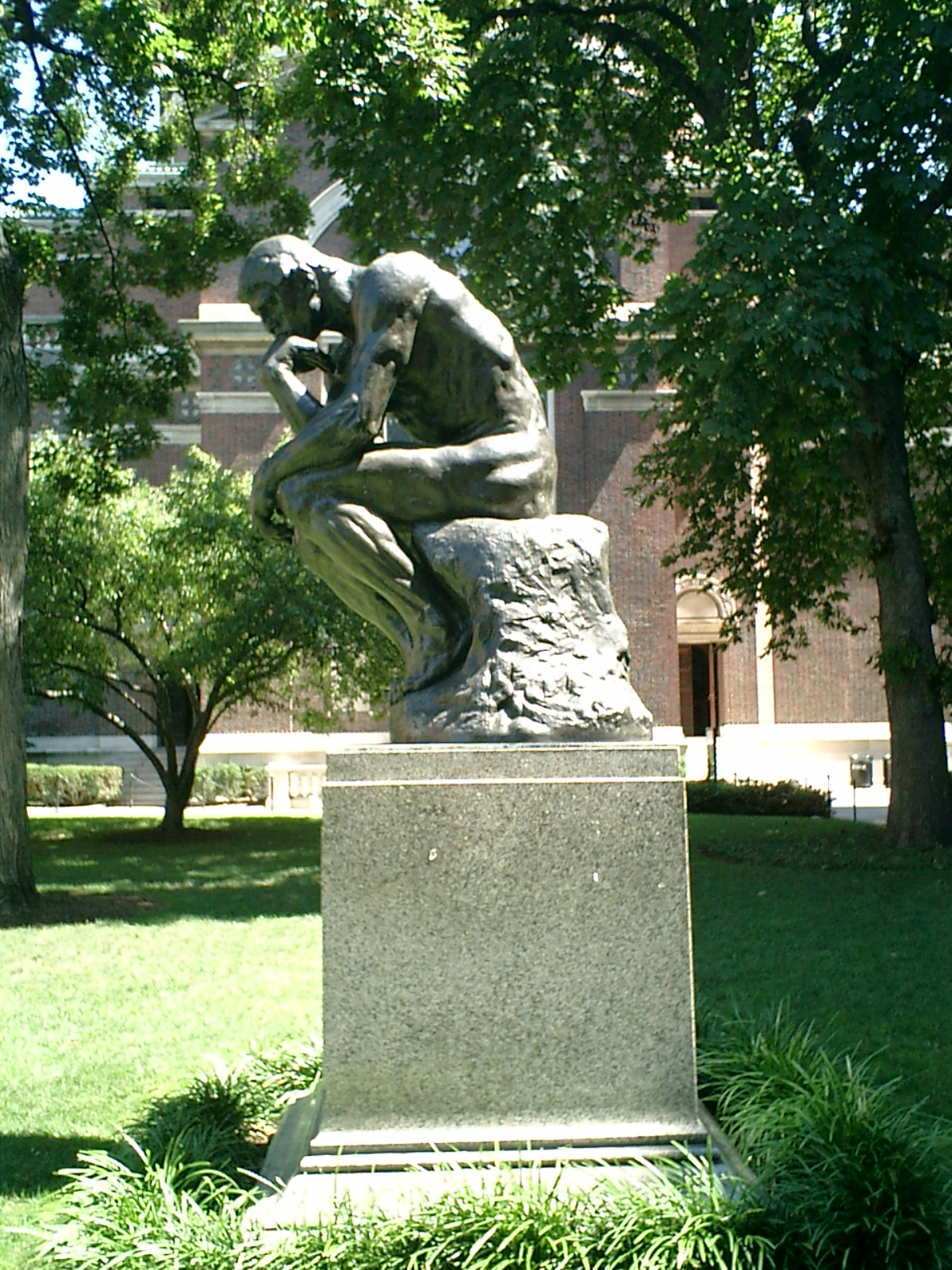
The Thinker.
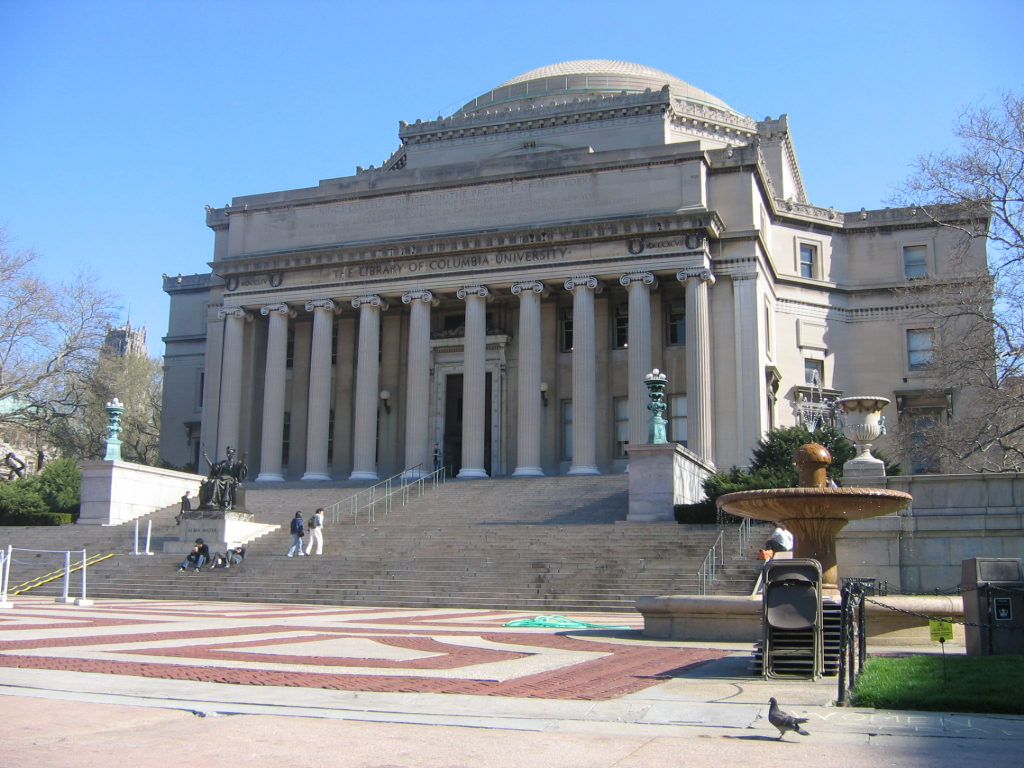
Low Memorial Library.
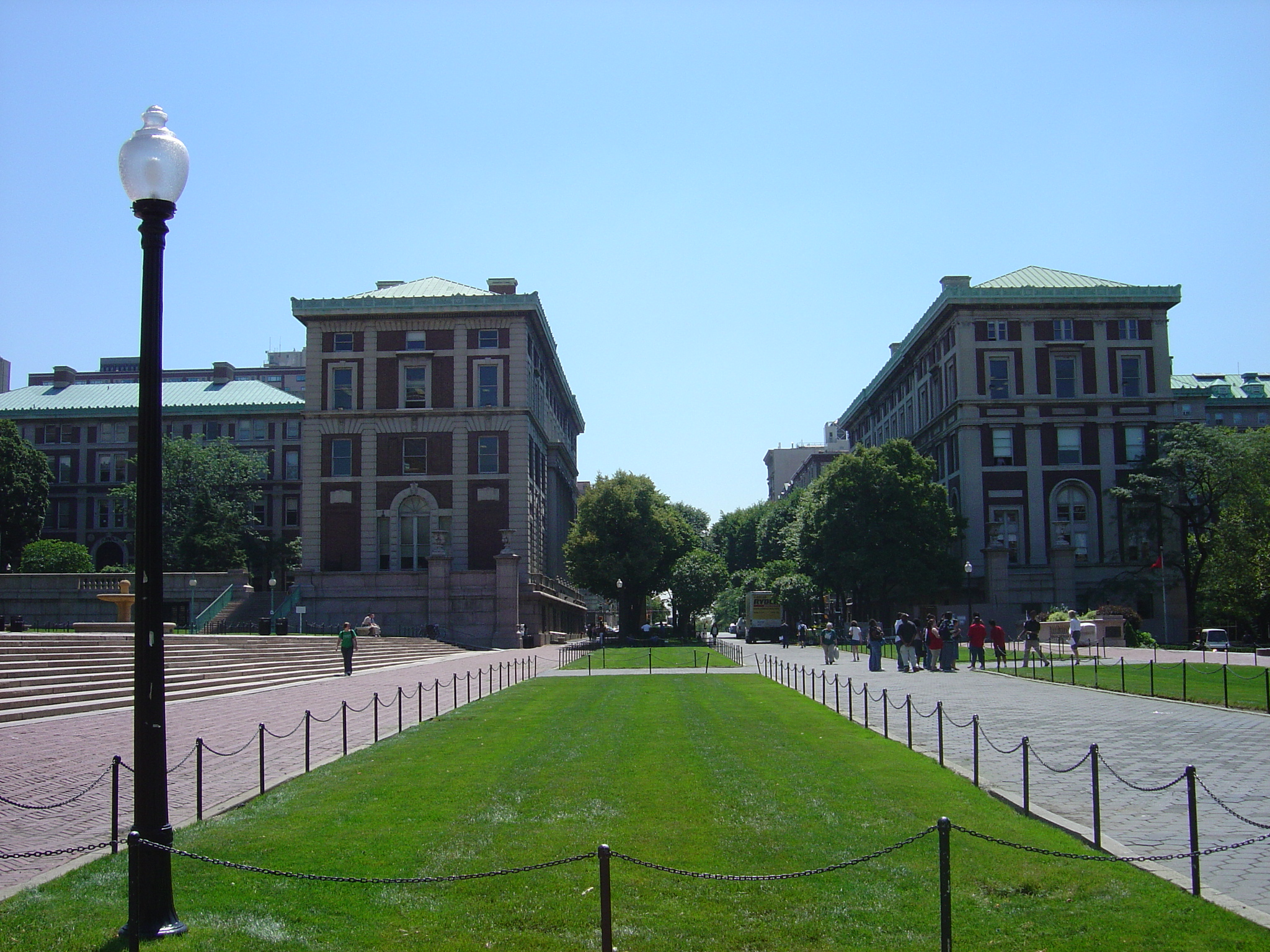
College Walk är en väg mellan Broadway och Amsterdam Avenue, som går rakt igenom universitetet.